# Kurt B. Anderson

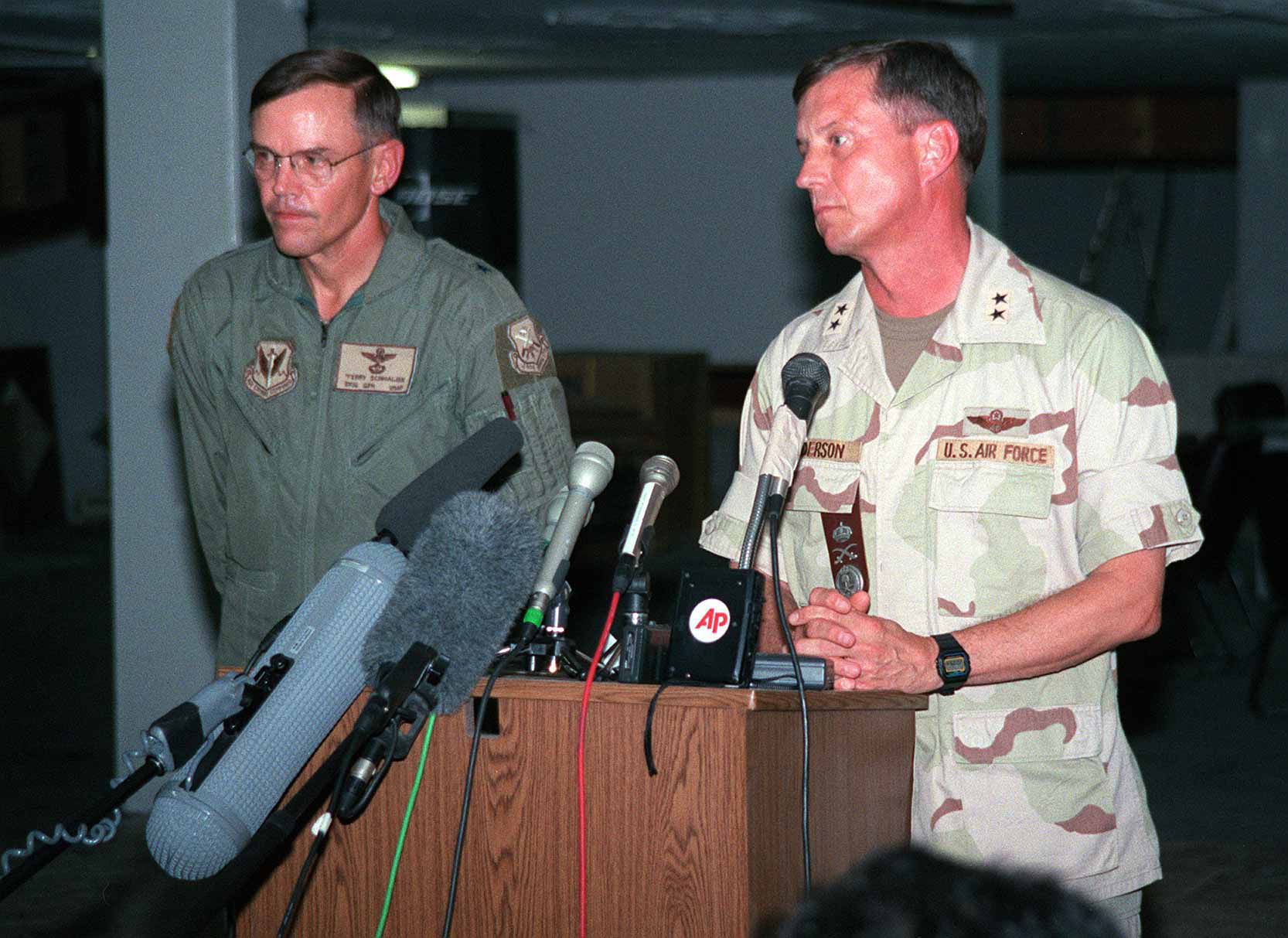
Kurt Anderson (rechts) zusammen mit BG Terryl J. Schwalier

Kurt B. Anderson (* um 1945 in Jamestown, Stutsman County, North Dakota) ist ein pensionierter Generalmajor der United States Air Force. Er war unter anderem Kommandeur der 19. Luftflotte (Nineteenth Air Force).
Über das ROTC-Programm der South Dakota State University gelangte er im Jahr 1967 in das Offizierskorps der United States Air Force.
Im Lauf seiner militärischen Karriere absolvierte er verschiedene Kurse und Schulungen. Dazu gehörten unter anderem eine Ausbildung zum Kampfpiloten und weitere Fortbildungskurse als Pilot von neuen Flugzeugtypen und ein Studium am Air War College auf der Maxwell Air Force Base in Alabama. Außerdem erhielt er einen akademischen Grad von der University of Northern Colorado.
In seinen frühen Jahren als Offizier der Luftwaffe war er an verschiedenen Stützpunkten stationiert. Dabei war er als Pilot, Flugausbilder oder Stabsoffizier bei unterschiedlichen Einheiten tätig. Zwischen Oktober 1968 und Juni 1970 war er als Pilot der 526. Schwadron (526th Fighter Interceptor Squadron) auf der Ramstein Air Base in Deutschland stationiert. Nach einer Pilotenfortbildung auf der Luke Air Force Base in Arizona wurde er im März 1971 nach Südostasien versetzt, wo er im Vietnamkrieg eingesetzt wurde. Bis zum August 1971 war er dort als Kampfpilot der 352. Kampfstaffel (352nd Tactical Fighter Squadron) auf der Phan Rang Air Base in Südvietnam stationiert. Danach war er bis zum März 1972 Stabsoffizier in der Basisverwaltung (base operations officer) der Nakhon Phanom Royal Thai Air Force Base in Thailand.
In den folgenden Jahren setze er seine Laufbahn in verschiedenen Funktionen und an unterschiedlichen Standorten in den Vereinigten Staaten fort. Im Januar 1979 kehrte er zur Ramstein AB in Deutschland zurück. Bis zum Januar 1982 gehörte er dort als Leiter der Unterabteilung für Lufteinsatzmöglichkeiten und Taktik (chief, air capabilities and tactics branch) der United States Air Forces in Europe an. Nach zwischenzeitlich anderen Verwendungen erhielt er im November 1983 als Oberstleutnant auf der Seymour Johnson Air Force Base in North Carolina das Kommando über die 334. Kampfstaffel (334th Tactical Fighter Squadron). Diesen Posten hatte er bis zum Oktober 1985 inne. Danach war er bis zum Juli 1986 Stabsoffizier beim 4. Kampfgeschwader (4th Tactical Fighter Wing) das ebenfalls auf der Seymour Johnson AFB ansässig war.
Nach seinem bis zum Juni 1987 andauerndem Studium am Air War College wurde Kurt Anderson als assistant deputy director for operations zum Stab des National Military Command Centers in Washington, D.C. versetzt. Danach erhielt er auf der damaligen Williams Air Force Base in Arizona das Kommando über die 82nd Air Base Group. Diese Aufgabe erfüllte er zwischen Juli 1989 und Juni 1990. Danach kommandierte er bis zum September 1992 das 82. Ausbildungsgeschwader (82nd Flying Training Wing). Es folgte eine Versetzung zur Royal Air Force Base Lakenheath in England. Zwischen September 1992 und September 1994 kommandierte er dort das 48. Kampfgeschwader (48th Fighter Wing). Zwischen Januar und Juli 1993 unterbrach er diese Tätigkeit. Während dieser Zeit wurde er zur Incirlik Air Base in der Türkei versetzt. Dort kommandierte er die Combined Task Force, die zur Überwachung der Flugverbotszone im nördlichen Irak eingesetzt war. Dabei ging es im Rahmen der Operation Provide Comfort um den Schutz von kurdischen Flüchtlingen, die aus dem Irak flohen.
Andersons nächste Mission führte ihn auf die Randolph Air Force Base in Texas. Zwischen September 1994 und April 1996 leitete er dort den Air Force Recruiting Service. Es folgte eine Versetzung nach Riad in Saudi-Arabien. Bis zum April 1997 kommandierte er dort die für den Nahen Osten zuständige Task Force (commander, Joint Task Force Southwest Asia). Am 21. April 1997 übernahm Kurt Anderson als Nachfolger von W. Thomas West auf der Randolph Air Force Base in Texas das Kommando über die 19. Luftflotte. Dieses Amt bekleidete er bis zum 25. Mai 1999, als er von Steven R. Polk abgelöst wurde. Anschließend schied er aus dem aktiven Militärdienst aus.
Während seiner aktiven Zeit als Militärpilot absolvierte er über 3600 Flugstunden auf verschiedenen Flugzeugtypen.

## Daten der Beförderungen
| Abzeichen | Rang               | Jahr               |
| --------- | ------------------ | ------------------ |
|           | Second Lieutenant  | 28. Januar 1967    |
|           | First Lieutenant   | 20. September 1968 |
|           | Captain            | 20. März 1970      |
|           | Major              | 1. Januar 1979     |
|           | Lieutenant Colonel | 1. Dezember 1982   |
|           | Colonel            | 1. März 1988       |
|           | Brigadier General  | 1. Januar 1993     |
|           | Major General      | 1. September 1995  |

## Orden und Auszeichnungen
Kurt Anderson erhielt im Lauf seiner militärischen Laufbahn unter anderem folgende Auszeichnungen:
- Defense Superior Service Medal
- Legion of Merit
- Distinguished Flying Cross
- Defense Meritorious Service Medal
- Meritorious Service Medal
- Air Medal
- Air Force Commendation Medal
- Gallantry Cross (Südvietnam)
- Purple Heart